# Петрушенко, Пётр Филиппович
Петр Филиппович Петрушенко (21 января 1915, Топильна, Шполянский район — 26 июля 1994, Киев) — советский и украинский архитектор.

## Биография
Родился в селе Топильна, ныне Шполянского района, Черкасской области Украины.

После окончания Харьковского института инженеров коммунального строительства в 1941 году практически на протяжении всей своей трудовой биографии работал в области архитектуры. Награждён орденом «Знак почёта», медалями «За доблестный труд в период Великой Отечественной войны», «Ветеран труда», и почётной грамотой Верховного Совета УССР.

## Проекты
- Корпуса научно-исследовательских институтов, в частности; физической химии (1953), гидрологии и гидротехники (1955), полупроводников (1958) Национальной Академии Наук Украины;
- высотный жилой дом по улице Крещатик, 25 (Киев), в соавторстве (1954);
- Дом архитектора, ул. Бориса Гринченко, 7 (1959);
- комплекс общежитий Торгово-экономического института (1960—1970);
- жилой массив Лесной (1965—1973);
- кинотеатр «Россия» (1981), четырёхзальный, на 1100 мест, фасад облицован белым мрамором.